# Павел Боцу
Павел Петрович Боцу (14 липня 1933, село Чомашир, тепер село Приозерне Ізмаїльського району Одеської області — покінчив життя самогубством 17 лютого 1987, біля села Старі Дубоссари, тепер Дубесарій-Векі, Молдова) — радянський молдавський поет, 1-й секретар правління Спілки письменників Молдавської РСР, голова Верховної Ради Молдавської РСР. Депутат Верховної Ради Молдавської РСР 8—10-го скликань. Депутат Верховної ради СРСР 7-го і 11-го скликань.

## Життєпис
Народився в багатодітній селянській родині, у 14-річному віці втратив батька. З дитинства виявив талант у літературній творчості, перемагав у тематичних олімпіадах. Закінчив педагогічне училище, викладав молдавську мову та літературу.
У 1956 році закінчив Кишинівський державний педагогічний інститут імені Іона Крянге.
У 1956—1958 роках — літературний співробітник газети «Молдова Сочиалистэ», завідувач навчальної частини Кожушнянської семирічної школи Страшенського району.
У 1958—1959 роках — відповідальний секретар редакції журналу «Скынтея ленинистэ».
У 1959—1965 роках — літературний співробітник, завідувач відділу літератури і мистецтва, заступник відповідального редактора газети «Молдова Сочиалистэ».
Член КПРС з 1961 року.
У 1965—1971 роках — голова правління Спілки письменників Молдавської РСР. У 1967—1987 роках — секретар правління Спілки письменників СРСР.
У 1971 — 17 лютого 1987 року — 1-й секретар правління Спілки письменників Молдавської РСР.
Одночасно, 10 квітня 1980 — 29 березня 1985 року — голова Верховної Ради Молдавської РСР.
17 лютого 1987 року застрелився на автотрасі біля села Старі Дубоссари з мисливської рушниці.

## Творчість
Друкуватися почав із 1955 року. Перша збірка віршів — «Земля батьків» (1959). Автор збірок «Віра» (1963), «Материки» (1966) та інших. Пише оповідання, нариси, твори для дітей. Виступає як критик і публіцист. Нагороджений орденом «Знак Пошани».

## Українські переклади
- Вірші. В кн.: Молдавська радянська поезія. К.: 1975.

## Нагороди та премії
- орден Трудового Червоного Прапора (16.11.1984)
- орден Дружби народів (7.08.1981)
- орден «Знак Пошани» (28.10.1967)
- медалі
- Державна премія Молдавської РСР (1974) — за книгу віршів «Касе ин Буӂяк» («Будинок у Буджаку»)